# Ditlev Rantzau (1689-1746)
 Der er flere personer med dette navn, se Ditlev Rantzau.
Ditlev rigsgreve Rantzau (født 28. juli 1689, død 6. marts 1746 på Schloss Ahrensburg) var en holstensk godsejer, bror til Hans Rantzau, far til Frederik Rantzau og Dethlef Carl Rantzau.
Han var søn af generalmajor Otto Rantzau (1648-1698) og Anna Magdalene Brockdorff (1649-1695), blev immatrikuleret 1700 ved universitetet i Kiel og blev storfyrstelig holstensk landråd og kejserlig rigshofråd. I 1728 blev Rantzau ophøjet i den rigsgrevelige stand og 1731 ridder af den preussiske Sorte Ørns Orden.
I sit første ægteskab ægtede Rantzau 25. juni 1715 sin slægtning Frederikke Amalie Rantzau (16. februar 1703 - 18. juli 1736). Anden gang ægtede han 7. september 1738 Sophie Frederikke Joachime Ernestine von Grote (8. februar 1717 i Lüneburg - 6. december 1791 i Pinneberg), datter af storbritannisk og braunschweig-lüneburgsk landskabsdirektør Ernst Joachim Grote til Brese og Horn og Mariane du Faur de Pibrac.